# Fairfield (Idaho)
Fairfield es una ciudad ubicada en el condado de Camas en el estado estadounidense de Idaho. En el año 2010 tenía una población de 416 habitantes y una densidad poblacional de 520 personas por km².

## Geografía
Fairfield se encuentra ubicado en las coordenadas 43°20′46″N 114°47′28″O / 43.34611, -114.79111. Según la Oficina del Censo, la localidad tiene un área total de 0,8 km² (0,3 mi²), de la cual 0,8 km² (0,3 mi²) es tierra y 0 km² (0 mi²) (0.0%) es agua.

## Demografía
En el 2000 la renta per cápita promedia del hogar era de $31,167, y el ingreso promedio para una familia era de $33,750. En 2000 los hombres tenían un ingreso per cápita de $26,607 contra $16,667 para las mujeres. El ingreso per cápita para la localidad era de $21,504. Alrededor del 10.7% de la población estaba bajo el umbral de pobreza nacional.